# ستيفانو أوكاكا
ستيفانو أوكاكا تشوكا ، (كاستيليوني دل لاغو بمقاطعة بيرودجا، 9 أغسطس 1989) ، لاعب كرة قدم إيطالي.
بدأ مسيرته الكروية مع نادي روما في عام 2005 ويلعب حاليا معاراً لنادي باري الإيطالي.

## وصلات خارجية
- ستيفانو أوكاكا على موقع الاتحاد الأوربي (الإنجليزية)
- ستيفانو أوكاكا على موقع اتحاد تركيا (لاعب) (الإنجليزية)
- ستيفانو أوكاكا على موقع قاعدة بيانات كرة القدم.إي يو (الإنجليزية)
- ستيفانو أوكاكا على موقع بيانات كرة القدم. دي إي (الألمانية)
- ستيفانو أوكاكا على موقع ناشيونال فوتبول تيمز (الإنجليزية)
- ستيفانو أوكاكا على موقع Soccerbase.com (لاعب) (الإنجليزية)
- ستيفانو أوكاكا على موقع Soccerway.com (الإنجليزية)
- ستيفانو أوكاكا على موقع عالم كرة القدم.نت (الإنجليزية)
- ستيفانو أوكاكا على موقع AS.com (الإسبانية)

1. ↑  "Roma in scioltezza" (بالإيطالية). UEFA.com. 29 Sep 2005. Archived from the original on 2008-05-11. Retrieved 2008-01-15.